# Araxá Esporte Clube
O Araxá Esporte Clube é um clube brasileiro de futebol, da cidade de Araxá, no estado de Minas Gerais. O Araxá Esporte Clube também é conhecido como Ganso.
É o clube de maior torcida na região do Alto Paranaíba. Sua torcida é conhecida por sua interminável paixão e fidelidade ao time.
Seu mascote é o ganso e suas cores são o preto e o branco. No ano de 2013 disputou a Primeira Divisão do Campeonato Mineiro de Futebol. Foi jogando pelo clube que Túlio Maravilha fez o seu milésimo gol na carreira.

## História
O Araxá Esporte Clube (também conhecido como Ganso) foi fundado em 20 de setembro de 1958. Nasceu com o objetivo de representar a cidade de Araxá entre os clubes profissionais do futebol mineiro. 
Mas foi ter realmente destaque no cenário do futebol mineiro somente a partir de 1965 quando disputou pela primeira vez um campeonato estadual (Mineiro da segunda divisão). Foi campeão pela primeira vez 1 ano mais tarde, em 1966.
Quando foi fundado, as cores escolhidas para a equipe do Araxá Esporte foram preto e branco, nascendo assim o "alvinegro mais querido do interior".
A primeira camisa do Araxá Esporte Clube tinha em seu design os formatos quadriculados. Mais tarde esse design foi modificado por uma camisa com listras verticais mantendo as cores alvinegras.
De 1965 a 1980 o Ganso sempre brilhou no futebol mineiro na disputa do campeonato mineiro. Foi justamente neste período que o Ganso montou grandes times e passou a ser conhecido como "Ganso", devido ao capitão e beque central do time campeão da Segunda Divisão em 1966.
Tem gravado na memória do torcedor grandes confrontos ao longo de sua história, contra equipes de prestígio no futebol brasileiro como Flamengo (RJ), Botafogo (RJ), Corinthians (SP), Atlético Mineiro e Cruzeiro, além das outras equipes do futebol mineiro.

### Títulos
- 1967 – O Araxá Esporte foi campeão ao vencer a Usipa de Ipatinga na grande final com um gol de pênalti do zagueiro Ganso, o placar do jogo no Estádio Fausto Alvim foi 2 a 1 para o alvinegro. (2ª Divisão)

- 1977 – A grande final foi contra o Fluminense de Araguari onde um gol de Felpa, em grande jogada do meiocampista Manga, deu o título ao Araxá Esporte o com placar do jogo no Estádio Uberabão de 1 a 0. (2ª Divisão)

- 1990 – Vitória do Araxá Esporte em cima do Clube Atlético Patrocinense de Patrocínio na grande final com um gol de Ricardo Coração de Leão sendo o placar do jogo no Estádio Fausto Alvim foi 1 a 0 para o alvinegro. (2ª Divisão)

- 2007 – Desta vez o jogo foi contra o Esporte Clube Itaúna de Itaúna em uma grande final no Estádio Fausto Alvim, onde o único gol da partida do atacante Yan deu o título de Campeão de 2007 para o Araxá Esporte. (3ª Divisão)

- 2011 – Com uma festa para pouco mais de 5 mil pagantes no Fausto Alvim o Ganso decidiu o título com o Social. Depois do empate fora de casa um novo empate garantiria a taça ao alvinegro da terra de Beja. O primeiro tempo um susto e o Social virou vencendo por 1 x 0. Mas no segundo tempo com gols de Roni, Michel Cury e Thiago Pereira (o artilheiro da competição), o Ganso venceu e conquistou mais uma vez a Taça da 3a Divisão. (3ª Divisão)

- 2012 - 22 anos depois, a história se repete e o Ganso conquista o título do Módulo II e o direito de jogar a Primeira Divisão em 2013 em cima do Ipatinga FC. Com mais de 6 mil pagantes na plateia do Fausto Alvim, os times empataram em 2 a 2 em um jogo épico. Aos 44 da etapa final, quando o Ganso perdia por 2 a 1, em uma cobrança de faltado meio de campo, Tiago Marin chutou no canto direito do goleiro Bruno e igualou o placar com o gol do título. (2ª Divisão).

### 2013: Volta a primeira divisão mineira e participação na série D
Em 2013 o Ganso volta a elite do Campeonato Mineiro de Futebol vencendo o primeiro jogo em casa contra o América Mineiro, colocando 5.000 torcedores no estádio, transformando o estádio Fausto Alvim em um caldeirão, porém o Ganso não obteve sucesso no torneio. Conquistou apenas duas vitórias: contra o América Mineiro, e contra o Tupi em Juiz de Fora, quando, após estar perdendo por 78 minutos por 2 x 0, conseguiu uma inesperada virada e ainda ajudou a Tombense a classificar-se para as semifinais do campeonato. Insuficiente, no entanto, para evitar que o time terminasse o campeonato na lanterna e, com isso, a equipe foi rebaixada para o Módulo II de 2014.
Apesar de o Ganso ter sido rebaixado ao módulo II de 2014, nenhum time de Minas se interessou na vaga para o Campeonato Brasileiro Série D e o Araxá foi convidado para  o torneio nacional. Pela primeira vez em sua história o clube disputou um campeonato nacional. 
Na disputa da quarta divisão brasileira em 2013, o Araxá fez uma campanha muito ruim e foi eliminado na primeira fase. Em 8 jogos conquistou apenas 1 vitória, 2 empates e 5 derrotas.

## Estádio
Manda seus jogos no Estádio Municipal Fausto Alvim, que está em comodato com o Ganso, e tem capacidade para 8 mil pessoas. Mas recentemente esta capacidade foi reduzida para 5.500, por medidas de segurança.

## Estatísticas

### Participações
|  | Participações em 2021 |

| Competição   | Competição         | Temporadas | Melhor campanha       | Anos                                                                    | P | R |
| Minas Gerais | Campeonato Mineiro | 11         | 4º colocado (1969)    | 1967-1970, 1978-1980, 1991-1993, 2013                                   |   | 3 |
| Minas Gerais | Módulo II          | 26         | Campeão (4 vezes)     | 1964-1966, 1977, 1981, 1985-1990, 1994-2000, 2008-2010, 2012, 2014-2017 | 4 | 3 |
| Minas Gerais | Segunda Divisão    | 7          | Campeão (2007 e 2011) | 2004-2007, 2011, 2018, 2021-                                            | 2 |   |
| Brasil       | Série D            | 1          | 38º colocado (2013)   | 2013                                                                    | – |   |

## Últimas Campanhas no Campeonato Mineiro
Abaixo as classificações finais da equipe nas participações do Campeonato Mineiro a partir de 2005.
| Ano                    | Pts | J  | V  | E | D | GP | GC | SG  | %      | Classificação   |
| ---------------------- | --- | -- | -- | - | - | -- | -- | --- | ------ | --------------- |
| 2005 - Segunda Divisão | 5   | 6  | 1  | 2 | 3 | 6  | 7  | -1  | 27,78% | 16º             |
| 2006 - Segunda Divisão | 24  | 14 | 7  | 3 | 4 | 30 | 19 | 11  | 57,14% | 5º              |
| 2007 - Segunda Divisão | 26  | 13 | 8  | 2 | 3 | 23 | 9  | 14  | 66,67% | Campeão         |
| 2008 - Módulo II       | 27  | 20 | 6  | 9 | 5 | 22 | 22 | 0   | 45,00% | 5º              |
| 2009 - Módulo II       | 30  | 22 | 7  | 9 | 6 | 31 | 31 | 0   | 45,45% | 6º              |
| 2010 - Módulo II       | 8   | 10 | 2  | 2 | 6 | 10 | 15 | -5  | 26,67% | 11º (Rebaixado) |
| 2011 - Segunda Divisão | 37  | 18 | 11 | 4 | 3 | 38 | 23 | 15  | 68,52% | Campeão         |
| 2012 - Módulo II       | 28  | 16 | 8  | 4 | 4 | 26 | 15 | 11  | 58,33% | Campeão         |
| 2013 - Módulo I        | 6   | 11 | 2  | 0 | 9 | 10 | 23 | -13 | 18,18% | 12º (Rebaixado) |
| 2014 - Módulo II       | 10  | 10 | 2  | 4 | 4 | 11 | 13 | -2  | 33,33% | 8º              |
| 2015 - Módulo II       | 14  | 10 | 4  | 2 | 4 | 14 | 12 | 2   | 46,67% | 4º              |
| 2016 - Módulo II       | 12  | 10 | 3  | 3 | 4 | 9  | 7  | 2   | 40,00% | 8º              |
| 2017 - Módulo II       | 6   | 10 | 1  | 3 | 6 | 8  | 17 | -9  | 20,00% | 11º (Rebaixado) |
| 2018 - Segunda Divisão | 24  | 14 | 7  | 3 | 4 | 19 | 9  | 10  | 57,14% | 4º              |
| 2019 - Segunda Divisão |     |    |    |   |   |    |    |     |        | Não Disputou    |
| 2020 - Segunda Divisão |     |    |    |   |   |    |    |     |        | Não Disputou    |
| 2021 - Segunda Divisão | 15  | 10 | 4  | 3 | 3 | 17 | 8  | 9   | 50,00% | 7º              |

## Histórico do clube profissional em competições oficiais
Campeonato Mineiro - Módulo I ou divisão principal¹
1- Durante o decorrer do tempo, as divisões do campeonato mineiro tiveram várias denominações diferentes, então a classificação está distribuída de acordo com os níveis, do 1º ao 3º

## Títulos

#### Campeão
| ESTADUAIS | ESTADUAIS                            | ESTADUAIS | ESTADUAIS               |
|           | Competição                           | Títulos   | Temporadas              |
| --------- | ------------------------------------ | --------- | ----------------------- |
|           | Campeonato Mineiro - Módulo II       | 4         | 1966, 1978, 1990 e 2012 |
|           | Campeonato Mineiro - Segunda Divisão | 2         | 2007 e 2011             |

#### Vice-Campeão
- Vice-Campeão da Taça Minas Gerais de 2003

### Municipais
- Futebol amador de Araxá (Campeonato Amador): 2 Vezes 1959 e 1962.

### Juniores
- Futebol amador de Araxá:  Campeonato Amador Juniores: 2006 e 2008.
- Copa Regional da Amizade: 2010 e 2011.

### Juvenil
- Copa Regional da Amizade: 2010.

### Infantil
- Copa Centenário Atlético Mineiro: 2008.
- Campeonato Amador Infantil de Araxá: 2010.

## Ídolos
| - Aguinaldo - Alfredo - Betão - Calvex - Cafu - Chiquinho - Cláudio Mello - Dedé Antunes - Eduardo - Esmeraldo - Fabiano - Fernando Pompéu - Franklin - Ganso - Geraldinho - Germano | - Gutemberg - Helinho - João Paulo - Túlio Maravilha - Marcelo Araxá - Moraes (treinador) - Nato - Paulinho - Pedrinho - Salton - Spencer - Tiago Pereira - Tú - Williams Baptista - Tobati - Wilson |